# Unterer Inn

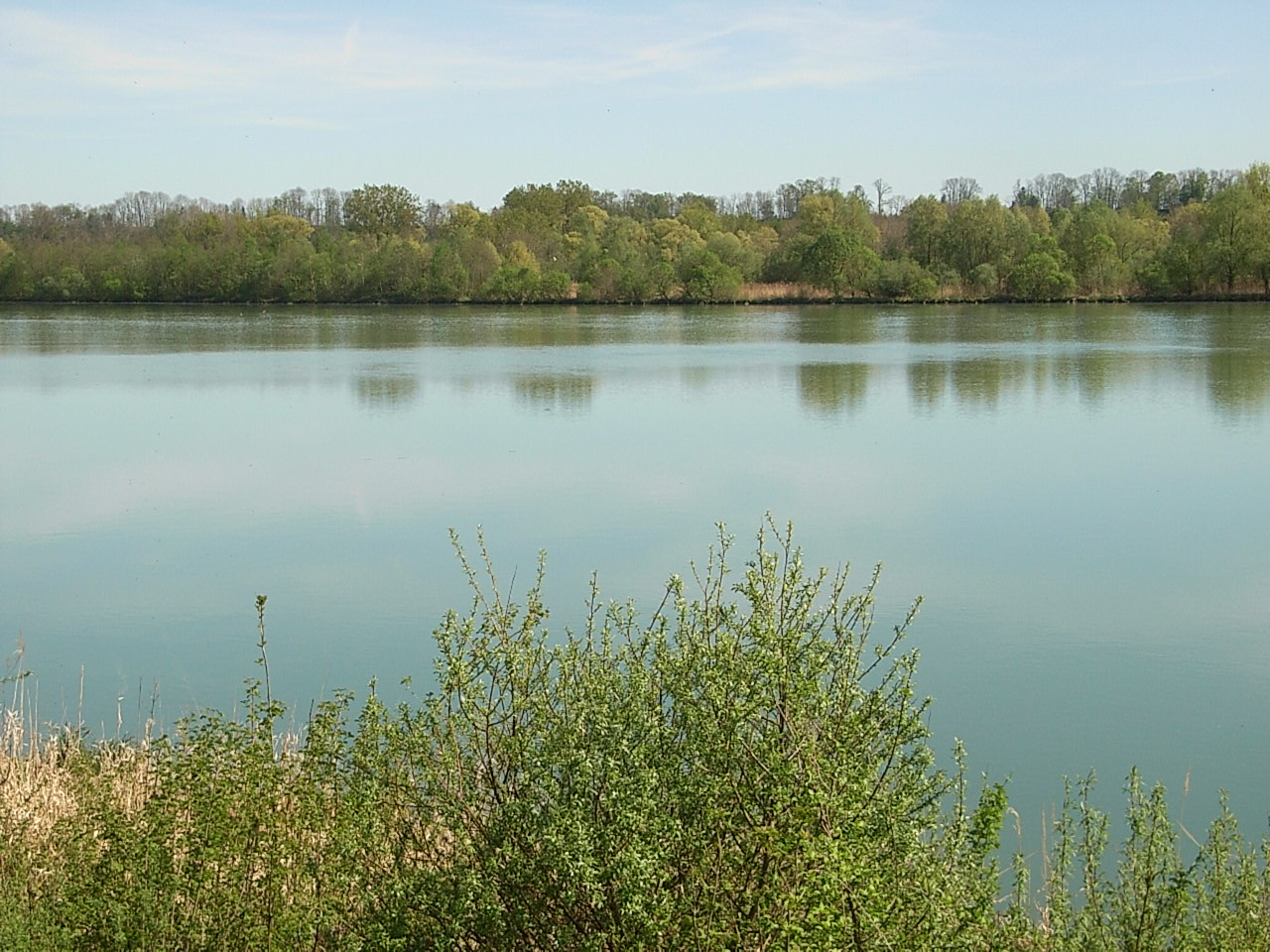
Au- und Wasserlandschaft Unterer Inn

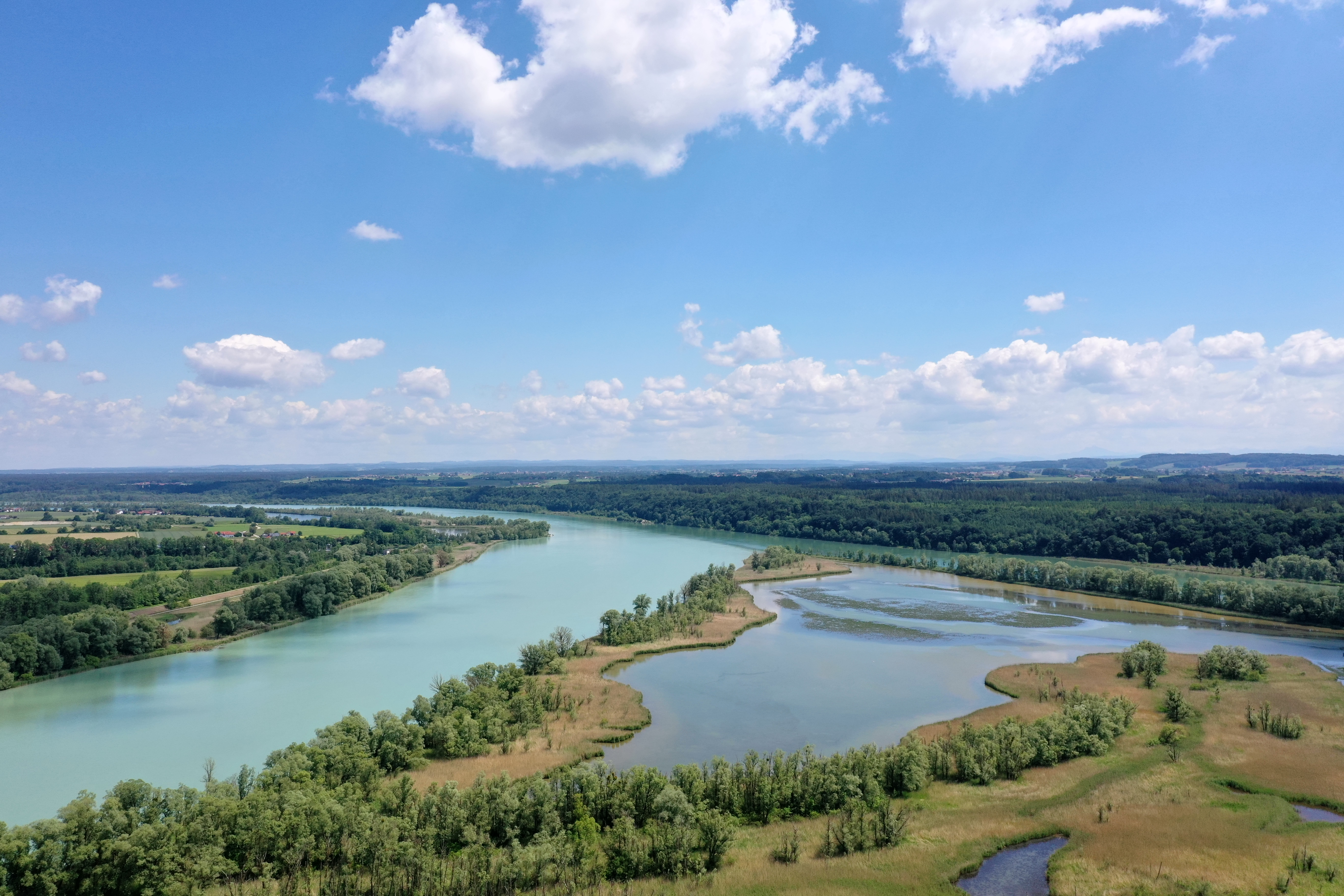
Innspitz: Die Mündung der Salzach in den Inn

Als Unterer Inn wird der Unterlauf des Inn zwischen der Mündung der Salzach in den Inn bei Haiming und der Mündung des Inn in die Donau in Passau bezeichnet. In diesem Bereich ist der Inn der Grenzfluss zwischen Deutschland/Bayern und Österreich/Oberösterreich.
Der Untere Inn umfasst eine Serie von Laufwasserkraftwerken, deren Stauseen sich innerhalb eines guten halben Jahrhunderts zu einem Naturraum von weltweiter Geltung entwickelt haben. Im Bereich zwischen Salzach- und Rottmündung ist der Untere Inn daher als bayerisch-oberösterreichisches Umweltschutzgebiet Unterer Inn ausgewiesen.

## Geschichte

### Jungsteinzeit bis Römerzeit
Der Unterlauf des Inn gehört zu den ältesten Siedlungslandschaften Mitteleuropas. Auf den fruchtbaren Flächen zu beiden Seiten des Flusses wurde von jeher Ackerbau betrieben, die Gegend und ihre Bebauung sind traditionell von Weilern und Einzelhöfen bestimmt. Funde von Steinwerkzeugen und anderen Siedlungsspuren aus der frühen Jungsteinzeit lassen darauf schließen, dass die rechte Uferterrasse des Inn zwischen Altheim und Wernstein bereits um etwa 5500 v. Chr. dicht bewohnt war. Die verkehrsgünstige Lage mit zahlreichen Wasser- und Landwegen sowie der äußerst fruchtbare Boden boten hierfür günstige Voraussetzungen. Die besondere Eignung der Gegend als Wohnraum führte auch dazu, dass sie selbst nach längeren Unterbrechungen, z. B. durch Katastrophen, immer wieder neu besiedelt wurde.
Im Römischen Reich bildete der Unterlauf des Inn die Verwaltungsgrenze zwischen den Provinzen Noricum und Raetia.

### Mittelalter und Frühe Neuzeit
Im Mittelalter und in der Frühen Neuzeit lag das Gebiet des Unteren Inn überwiegend im Herzogtum Bayern, wo er die Verwaltungsgrenze zwischen den Rentämtern Burghausen und Landshut darstellte.
Seit dem Mittelalter bestand auf dem Unteren Inn ein überaus reger Schiffsverkehr in beide Richtungen. Transportiert wurden Personen und Waren, vor allem der Salzhandel mit Salz vom Dürrnberg bei Hallein und aus der Saline Reichenhall wurden in Richtung Passau befördert. Im Obernberg am Inn, das damals dem Hochstift Passau unterstand, mussten die aus dem Herzogtum Bayern kommenden Waren verzollt werden. Die Gilde der Obernberger Schiffleute war zudem zuständig für den Transport auf dem Inn von Laufen an der Salzach bis nach Passau und zurück. Ihre Angehörigen verwendeten die größten Schiffe, die überhaupt auf diesem Fluss zum Einsatz kamen und entweder 45 Tonnen oder 65 Tonnen Ladung aufnehmen konnten.
Trotz seiner enormen Bedeutung als Handelsweg galt der Inn in seinem Unterlauf bis zu seiner Regulierung im 19. Jahrhundert als ein wilder, bis zu zehn Kilometer breiter und wegen seiner Hochwasser gefürchteter Fluss. Durch die zahlreichen Nebenarme und Untiefen war es äußerst schwierig, eine durchgehende Fahrrinne zu finden. Die Strecke wurde daher markiert, jedem Transport voraus fuhr auf Salzburger Gebiet zusätzlich ein „geschworener Wasserseher“ mit einer „Wasserseherzille“. Auf bayerischem Gebiet hießen diese beeideten Sicherheitsleute „Fürfahrer“. Ab dem 16. Jahrhundert wurden verstärkt „Nachplätten“ eingesetzt. Falls ein Schiff auf Grund lief, wurden die Waren auf die nachfahrenden Plätten umgeladen, damit dieses leichter wurde und wieder flott gemacht werden konnte.
Als der römisch-deutsche Kaiser Franz I. im August 1765 unerwartet in der Innsbrucker Hofburg starb, wurde sein Leichnam zu Schiff auf dem Inn nach Wien überführt, wo er in der Kapuzinergruft bestattet wurde.
Mit dem Frieden von Teschen 1779 wurde der Untere Inn über weite Strecken (die Herrschaft Obernberg-Riedenburg sowie die Grafschaft Neuburg ausgenommen) zum Grenzfluss zwischen dem Kurfürstentum Bayern und Österreich ob der Enns.

### Wasserbaumaßnahmen von 1862 bis 1930

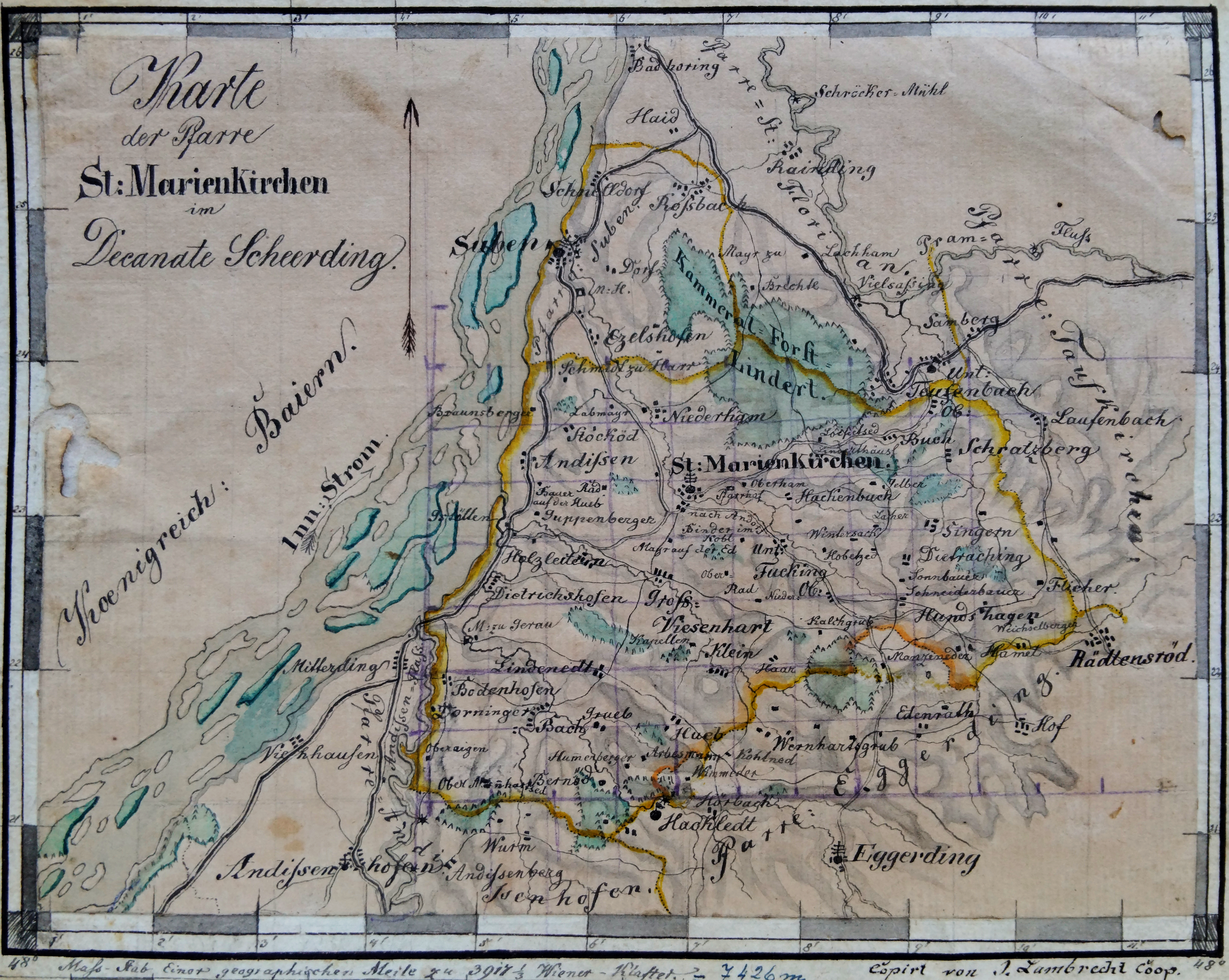
Der von zahlreichen Inseln und Nebenarmen geprägte Lauf des Inn zwischen Antiesenhofen und Suben auf einer Landkarte von 1845.

Am 10. September 1858 wurde das „Regierungsübereinkommen[s] vom 10. September 1858 über die Regulierung und Behandlung des Innflusses von der Vereinigung mit der Salzach bei Rothenbuch bis zur Ausmündung in die Donau bei Passau“ unterzeichnet, worauf man begann, den bis dahin von zahlreichen Inseln und Nebenarmen geprägten Lauf des Inn durch Eindämmungen und andere wasserbauliche Maßnahmen zu einem einzigen großen Flussbett zusammenzuführen. Diese Maßnahmen erfolgten von 1862 bis 1930.

### Eisenbahnen ersetzen den Schiffsverkehr
In der zweiten Hälfte des 19. Jahrhunderts spielte der Inn als Transportweg eine immer geringere Rolle, da die Schifffahrt durch die damals errichteten Eisenbahnstrecken der Rottal- und Kronprinz Rudolf-Bahn sowie den zunehmenden Ausbau des Straßennetzes verdrängt wurde. Für den kleinen  Grenzverkehr existierten jedoch weiterhin zahlreiche Überfuhrverbindungen, die vom österreichischen und auch vom bayerischen Ufer aus bedient wurden.

### Bau der Innkraftwerke von 1938 bis 1965
In der Zeit von 1938 bis 1965 errichteten die Innwerk AG und ihre Nachfolger am unteren Inn eine Reihe von großen Laufwasserkraftwerken, so dass von der Salzachmündung abwärts bis Passau fünf große Stauseen entstanden, nämlich – flussabwärts – die Staustufen Braunau-Simbach, Ering-Frauenstein, Egglfing-Obernberg, Schärding-Neuhaus und Passau-Ingling. Die Baumaßnahmen waren mit der Herstellung großangelegter Einrichtungen für den Hochwasserschutz verbunden. Besonders auf dem bayerischen Ufer zwischen Bad Füssing und Neuhaus am Inn sowie auf dem österreichischen Ufer zwischen Antiesenhofen und St. Florian am Inn wurden Dämme, Pumpwerke und Überflutungsflächen (darunter die Bucht in Suben) geschaffen.

## UmweltschutzgebietUnterer Inn

### Entwicklung des Lebensraums
Mit dem Bau der großen Laufwasserkraftwerke verbunden war ein tiefgreifender Eingriff in die ökologischen Verhältnisse. Durch Ablagerung von Sedimenten wurde der Innverlauf wieder abwechslungsreicher, es bildeten sich um die teilweise noch erhaltenen Auwälder Seitenarme, Altwässer, Buchten und Flachwasserbereiche.
In den Flachwasserzonen siedelten sich zahlreiche Schlammbewohner, insbesondere Würmer und Insekten an, welche die Nahrungsgrundlage für die am Unteren Inn besonders zahlreichen Wasservögel sind. Zu den Brutvögeln gehören Silberreiher, Nachtreiher, Rotschenkel, Kampfläufer und Flussuferläufer, dazu kommen viele Durchzügler und Wintergäste. Insgesamt wurden 275 Vogelarten festgestellt, jährlich sind es über hundert, die sich hier aufhalten. 20.000 Vögel pro Tag und 250.000 pro Jahr wurden gezählt. Im Winterhalbjahr kommt etwa eine Viertelmillion Wasservögel an die Innstauseen.

### Unterschutzstellungen
Am 28. November 1972 wurde auf deutscher Seite das erste Naturschutzgebiet errichtet, und zwar im Ausmaß von 729,22 ha die Staubereiche des Inn jeweils oberhalb der Kraftwerke Ering-Frauenstein und Egglfing-Obernberg sowie Teile der angrenzenden Auwälder in der Stadt Simbach am Inn und in den Gemeinden Stubenberg und Ering (Landkreis Rottal) sowie in den Gemeinden Malching und Bad Füssing (Landkreis Passau).
Mit 26. Februar 1976 konnte der untere Innraum als Gebiet Unterer Inn, Haiming–Neuhaus (Nr. 96) in die Ramsar-Konvention der geschützten Feuchtgebiete von internationaler Bedeutung aufgenommen werden, Es erfasst auf 55 Flusskilometer mit einem Umfang von 1.955 ha die gesamte Kette der vier Stauräume vom Innspitz (Salzachmündung) bei Haiming bis zur Mündung der Rott bei der Staustufe Neuhaus/Schärding, 20 km südlich von Passau, der Donaumündung des Inns.
1978 wurden auch Teilbereiche auf österreichischer Seite als Naturschutzgebiet Unterer Inn (n112) unter landesrechtlichen Schutz gestellt (Stauräume Ering und Egglfing/Obernberg, Stau der Stufe Neuhaus-Schärding), und es umfasst seit 2002 mehrere getrennte Gebiete – flussaufwärts – in den Gemeinden Antiesenhofen, Reichersberg, Überackern, Obernberg am Inn, Kirchdorf am Inn, Mühlheim am Inn, Mining, St. Peter am Hart, Braunau am Inn und Mörschwang, mit einer Schutzfläche von 982 ha.
Als Europäisches Vogelschutzgebiet Salzach und Inn (DE7744301/7744-471), mit 4.839 ha, wurde der Innunterlauf 1979 erklärt.
Gleichzeitig bekam die Region vom Europarat den Titel Europareservat Unterer Inn verliehen. Es erstreckt sich grenzüberschreitend über eine Fläche von insgesamt 5.500 ha, ca. 3500 ha auf deutscher, und 2000 ha auf österreichischer Seite.
16. Dezember 1982 wurde auch das oberösterreichische Ufer als Ramsargebiet Stauseen am Unteren Inn (Nr. 274) ausgewiesen, welches mit 870 ha dem ganzen Naturschutzgebiet, ohne dem flussaufwärtigen Abschnitt zwischen Braunau und Mörschwang entspricht. Zusammen haben die beiden Ramsargebiete heute 2825 ha.
1998 bis 2002 wurde das Life-Projekt Unterer Inn mit Auen, ein EU-Förderprogramm durchgeführt, und am deutschen Ufer – teilweise mit dem Vogelschutzgebiet überschneidend – das FFH-Gebiet Salzach und Unterer Inn (7744-371) mit 5.688 ha gemeldet, das sich von Freilassing flussabwärts erstreckt.
1992 wurde in Bayern der nationale Schutz mit dem NSG Vogelfreistätte Salzachmündung ergänzt.
Mit 2004 erklärte Oberösterreich seine Natura-2000-Gebiete, und zwar das Europaschutzgebiet  Unterer Inn
(FFH- und Vogelschutzgebiet, AT3105000/eu01, ex nn05)
und das ergänzende FFH-Gebiet Auwälder am Unteren Inn (AT3119000/nn19).
Ersteres entspricht mit 864 bzw. 870 ha dem NSG/Ramsar-Gebiet von Braunau bis Antiesenhofen, das den Fluss mit den Uferbereichen überdeckt, zweiteres erfasst mit 550 ha angrenzende Auwälder (Grauerlen-, Silberweiden- und Eschenauen), ausgedehnte Verlandungszonen und weitere Wasserflächen.
BirdLife International führt am Unteren Inn in Österreich das Important Bird Area Stauseen am Unteren Inn (AT037) mit 1699 ha.
Damit stehen heute in Oberösterreich über 14 km² und etwa entsprechend viel in Bayern unter ausdrücklichem gesetzlichen Schutz. Bisher erfasst das die Wasserflächen und Inseln zwischen den Dämmen auf beiden Seiten des Inns, und die angrenzenden Auwälder in Österreich, nicht aber in Deutschland, sodass hier noch Schutzpotential vorhanden ist.

## Tourismus

### Besucherzentrum
Das grenzübergreifende Besucher- und Umweltbildungszentrum „Naturium am Inn“ informiert in zwei Ausstellungen in Ering (Bayern) und Schloss Frauenstein (Oberösterreich) über die Natur am Unteren Inn.

### Inntalradweg und Inn–Salzach-Uferweg (Weitwanderweg)
Durch das Gebiet verläuft der Inntalradweg.
Eine Alternativroute des Europäischen Fernwanderwegs E10 (der in Österreich über weite Strecken auf dem Rupertiweg verläuft), der Inn–Salzach-Uferweg, folgt dem Inn. Er verlässt den E10 (dessen Hauptroute der Innviertelweg ist) im Hörzingerwald und führt nach Reichersberg am Inn, folgt dort den Treppelwegen quer durch die österreichischen Innauen bis St. Radegund, und trifft die Hauptroute wieder in Ostermiething. Der Weg ist eine leichte Tour mit ca. 160 km Gesamtlänge. Auf dieser Route verläuft auch ein Zweig der Via Nova.